# Stactolaema
Stactolaema és un gènere d'ocells de la família dels líbids (Lybiidae ).

## Llista d'espècies
Aquest gènere està format per 4 espècies:
- barbut cellablanc (Stactolaema leucogrammica).
- barbut d'Anchieta (Stactolaema anchietae).
- barbut d'orelles blanques (Stactolaema leucotis).
- barbut de Whyte (Stactolaema whytii).